# Зубов, Игорь Николаевич (хоккеист)
Игорь Николаевич Зубов (род. 4 июля 1988, Тольятти, Куйбышевская область) — российский хоккеист, защитник.

## Биография
Воспитанник тольяттинской «Лады». С 2003 года — в ярославском «Локомотиве», с сезона 2004/05 играл за «Локомотив-2» в первой лиге. В сезонах 2006/07 и 2007/08 провёл по два матча за «Локомотив» в Суперлиге. Вторую половину сезона-2007/08 играл в «Нефтехимике». После сезона, проведённого в «Локомотиве-2», вернулся в «Ладу», за которую сыграл 46 матчей в сезоне КХЛ 2009/10. Играл за команду в ВХЛ, в начале сезона 2011/12 перешёл в ХК «Саров». Сезон 2014/15 провёл в клубе «СКА-Карелия». Начало сезона 2015/16 отыграл в «Дизеле», концовку — в белградском «Партизане». В сезонах
2016/17 — 2018/19 играл в клубе второго дивизиона Франции «Кан».
Участник чемпионата мира среди юниоров 2006.